# James Stewart
James Stewart, celým jménem James Maitland „Jimmy“ Stewart (20. května 1908 Indiana, Pensylvánie, USA – 2. července 1997 Beverly Hills, Kalifornie, USA), byl americký herec a vojenský důstojník.
Byl brán jako vzor Američanů půlky 20. století. Dodnes se těší velké oblibě a získal mnoho ocenění. Americký filmový insitut (AFI) jej v roce 1999 zařadil v žebříčku nejlepších herců na třetí místo. Před ním se umístil pouze Cary Grant a Humprey Bogart. Od bývalého amerického prezidenta Ronalda Reagana dostal v roce 1985 Prezidentskou medaili svobody, což je nejvyšší vyznamenání jaké může americký občan vůbec získat.
Za svou téměř šedesát let trvající hereckou kariéru byl pětkrát nominován na Oscara za výkon v hlavní roli ve filmech Pan Smith přichází (1939), Příběh z Filadelfie (1940), Život je krásný (1946), Harvey (1950), Anatomie vraždy (1959), získal jednoho – za Příběh z Filadelfie v roce 1941. Vyhrál také Čestnou cenu akademie, a to v roce 1985. Předal mu ji jeho bývalý herecký kolega Cary Grant.

## Život a kariéra

### Mládí a průlom v kariéře
Narodil se a vyrůstal v Indianě, což je maloměsto v Pensylvánií. Vystudoval architekturu na Princetonské univerzitě. Již během studia hrál v menších představeních. Po dokončení univerzity se stal divadelní hercem a svůj debut na Broodwayi zažil roku 1932.
U filmu pak začínal v roce 1934. Přelom přišel s romantickou komedií Vždyť jsme jen jednou na světě (1938) od režiséra Franka Capry. Dalším výrazným úspěchem byla jeho role v politické satiře Pan Smith přichází (1939). V roce 1940 za svůj výkon ve vedlejší roli ve snímku Příběh z Filadelfie vyhrál cenu Akademie. Hlavní roli získal i v dalším snímku Franka Capry Život je krásný (1946), který se stal celosvětovou oblíbenou vánoční klasikou.

### Vrchol slávy
Často vystupoval v rozhlasu a v televizi. Postupně se také stal oblíbeným hercem režiséra Alfreda Hitchcocka. Hrál hlavní role v jeho snímcích Provaz (1948), Okno do dvora (1954), Muž, který věděl příliš mnoho (1956) a Vertigo (1958). V této době také ztvárnil známého jazzového hudebníka Glenna Millera ve filmu Příběh Glenna Millera (1954). Za svou kariéru si zahrál také v mnoha westernech mezi které patří Winchester '73 (1950), Vzdálená země (1954), Muž, který zastřelil Liberty Valance (1962) nebo Shenandoah (1965). Pilota Charlese Lindbergha si zahrál ve snímku Přelet přes oceán (1957). Objevil se i v thrilleru odehrávajícím se u soudu Anatomie Vraždy (1959).

### Závěr kariéry
V 60. letech hrál hlavní roli v dobrodružném dramatu Let Fénixe (1965). V natáčení westernů pokračoval a hrál ve filmu Bandolero (1968) či westernové komedií Cheyennský klub (1970), kde setkal s Henrym Fondou. Na konci kariéry si zahrál společně s Johnem Waynem ve filmu Střelec (1976), což byl Waynův vůbec poslední snímek. Ještě se pak objevil v katastrofickém filmu Letiště '77 (1977) a v kriminálce o detektivovi Philipu Marlowovi Dlouhý spánek (1978). Poté ještě sporadicky hrál v rozhlasových hrách či nadaboval některé animované filmy. Svoji hereckou kariéru definitivně ukončil v roce 1991. Celkově tak působil jako herec téměř šedesát let.

### Vojenská kariéra
Krom herecké kariéry byl i aktivním vojákem, bojoval ve druhé světové válce jakožto důstojník amerického bombardovacího letectva. Jeho přímým podřízeným zde byl herec Walter Matthau, jako bombometčík s ním létal Og Mandino, který se později proslavil jako spisovatel. James Stewart bojoval i ve Vietnamské válce. Svoji vojenskou kariéru ukončil až v roce 1968 ve svých šedesáti letech.

## Osobní život
Do svých čtyřiceti let byl svobodný. Ve vztahu byl například s herečkou Ginger Rogers, kterou poznal prostřednictvím Henryho Fondy. Mezi jeho další partnerky patřily Norma Shearer či Loretta Young. Prožil i krátký románek s herečkou Marlene Dietrich. O ruku požádal herečku Oliviu de Havilland, která jej ovšem odmítla.

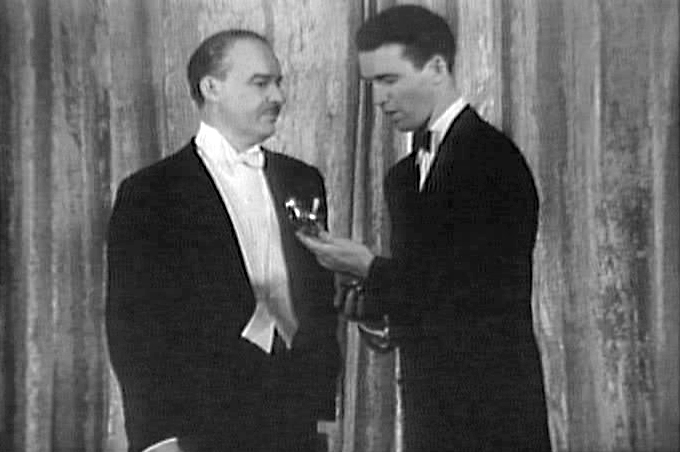
James Stewart vyhrává Oscara (1941)

Svoji budoucí manželku Gloriu Hatrick McLeanovou poznal na vánočním večírku. Zde se však choval zcela nepřístojně, a tak na ni neudělal dobrý dojem. Až na dalším večírku pořádaném Garym Cooperem o rok později se dali dohromady. McLeanová byla bývalá modelka. Byla také rozvedená a měla dvě děti. Vzali se roku 1949 a žili spolu v Beverly Hills až do manželčiny smrti na rakovinu plic v roce 1994. Stewart adoptoval dvě její děti z předchozího manželství a měli spolu ještě dvojčata, dvě dcery.
Byl znám pro své konzervativní politické postoje a byl také celoživotním podporovatelem Republikánské strany. Velmi stranil například Ronaldu Reaganovi. Mezi jeho blízké přátele patřil například režisér John Ford, herec Henry Fonda či Gary Cooper. Věnoval se také filantropií, byl poporovatelem skautingu a rád hrál golf nebo barvil modely letadel.
James Stewart zemřel 2. července 1997 ve svém domě v Beverly Hills na plicní embólii. Bylo mu 89 let.

## Filmografie
| Rok  | Film                                 | Role                                 |
| ---- | ------------------------------------ | ------------------------------------ |
| 1935 | The Murder Man                       | Shorty                               |
| 1936 | Next Time We Love                    | Christopher Tyler                    |
| 1936 | Rose Marie                           | John Flower                          |
| 1936 | Wife vs. Secretary                   | Dave                                 |
| 1936 | Děvče z malého města                 | Elmer Clampett                       |
| 1936 | Speed                                | Terry Martin                         |
| 1936 | The Gorgeous Hussy                   | Roderick "Rowdy" Dow                 |
| 1936 | U slaměných vdov                     | Ted Barker                           |
| 1936 | After the Thin Man                   | David Graham                         |
| 1937 | Seventh Heaven                       | Chico                                |
| 1937 | The Last Gangster                    | Paul North Sr.                       |
| 1937 | Námořní kadeti                       | John "Truck" Cross/John Cross Carter |
| 1938 | Of Human Hearts                      | Jason Wilkins                        |
| 1938 | Rozmarná žena                        | Prof. Peter Morgan Jr.               |
| 1938 | The Shopworn Angel                   | Pvt. William "Texas" Pettigrew       |
| 1938 | Vždyť jsme jen jednou na světě       | Tony Kirby                           |
| 1939 | Made for Each Other                  | John Horace "Johnny" Mason           |
| 1939 | The Ice Follies of 1939              | Larry Hall                           |
| 1939 | It's a Wonderful World               | Guy Johnson                          |
| 1939 | Pan Smith přichází                   | Jefferson Smith                      |
| 1939 | Vzpoura žen                          | Thomas Jefferson Destry Jr.          |
| 1940 | Obchod za rohem                      | Alfred Kralik                        |
| 1940 | The Mortal Storm                     | Martin Breitner                      |
| 1940 | No Time for Comedy                   | Gaylord "Gay" Esterbrook             |
| 1940 | Příběh z Filadelfie                  | Macaulay "Mike" Connor               |
| 1941 | Come Live with Me                    | Bill Smith                           |
| 1941 | Pot o' Gold                          | James Hamilton "Jimmy" Haskel        |
| 1941 | Ziegfeld Girl                        | Gilbert "Gil" Young                  |
| 1946 | Život je krásný                      | George Bailey                        |
| 1947 | Magic Town                           | Lawrence "Rip" Smith                 |
| 1948 | Volejte Northside 777                | P.J. McNeal                          |
| 1948 | On Our Merry Way                     | Slim                                 |
| 1948 | Provaz                               | Rupert Cadell                        |
| 1948 | You Gotta Stay Happy                 | Marvin Payne                         |
| 1949 | The Stratton Story                   | Monty Stratton                       |
| 1949 | Malaya                               | John Royer                           |
| 1950 | Winchester '73                       | Lin McAdam                           |
| 1950 | Zlomený šíp                          | Tom Jeffords                         |
| 1950 | Harvey                               | Elwood P. Dowd                       |
| 1950 | The Jackpot                          | William J. 'Bill' Lawrence           |
| 1951 | Není cesty v oblacích                | Theodore Honey                       |
| 1952 | Největší představení na světě        | Buttons                              |
| 1952 | Zátočina řeky (U řeky)               | Glyn McLyntock                       |
| 1952 | Carbine Williams                     | David Marshall "Marsh" Williams      |
| 1953 | Odhalená stopa                       | Howard Kemp                          |
| 1953 | Thunder Bay                          | Steve Martin                         |
| 1954 | Příběh Glenna Millera                | Glenn Miller                         |
| 1954 | Vzdálená země                        | Jeff Webster                         |
| 1954 | Okno do dvora                        | L.B. "Jeff" Jefferies                |
| 1955 | Muž z Laramie                        | Will Lockhart                        |
| 1955 | Strategic Air Command                | Lt. Col. Robert "Dutch" Holland      |
| 1956 | Muž, který věděl příliš mnoho        | Dr. Benjamin "Ben" McKenna           |
| 1957 | Přelet přes oceán                    | Charles Lindbergh                    |
| 1957 | Noční přepadení                      | Grant McLaine                        |
| 1958 | Vertigo (Závrať)                     | Det. John "Scottie" Ferguson         |
| 1958 | Zvon, kniha a svíčka                 | Shepherd "Shep" Henderson            |
| 1959 | Anatomie vraždy                      | Paul Biegler                         |
| 1959 | The FBI Story                        | John Michael "Chip" Hardesty         |
| 1960 | The Mountain Road                    | Major Baldwin                        |
| 1961 | Dva jeli spolu                       | Marshal Guthrie McCabe               |
| 1962 | Muž, který zastřelil Liberty Valance | Ransom Stoddard                      |
| 1962 | Mr. Hobbs Takes a Vacation           | Roger Hobbs                          |
| 1962 | Jak byl dobyt západ                  | Linus Rawlings                       |
| 1963 | Take Her, She's Mine                 | Frank Michaelson                     |
| 1964 | Podzim Cheyennů                      | Wyatt Earp                           |
| 1965 | Drahá Brigitto                       | Prof. Robert Leaf                    |
| 1965 | Shenandoah                           | Charlie Anderson                     |
| 1965 | Let Fénixe                           | Capt. Frank Towns                    |
| 1966 | Záchrana vzácného plemene            | Sam Burnett                          |
| 1968 | Firecreek                            | Johnny Cobb                          |
| 1968 | Bandolero!                           | Mace Bishop                          |
| 1970 | Cheyennský klub                      | John O'Hanlan                        |
| 1971 | Fools' Parade                        | Mattie Appleyard                     |
| 1976 | Střelec                              | Dr. E.W. Hostetler                   |
| 1977 | Letiště '77                          | Philip Stevens                       |
| 1978 | Dlouhý spánek (Hluboký spánek)       | General Sternwood                    |
| 1978 | Kouzelná Lassie                      | Clovis Mitchell                      |
| 1980 | The Green Horizon                    | The Old Man                          |
| 1991 | Americký ocásek 2                    | Wylie Burp                           |